# Franco Nones
Francesco (Franco) Nones (Castello-Molina di Fiemme, 1 februari 1941) is een Italiaans voormalig langlaufer. 

## Carrière
Nones behaalde in 1966 de bronzen medaille op de estafette tijdens de wereldkampioenschappen. Twee jaar later behaalde Nones zijn grootste succes met het winnen van olympisch goud op de 30 kilometer in Grenoble. Nones was de eerste niet Scandinavische of Russische winnaar van olympisch goud bij het langlaufen.

## Belangrijkste resultaten

### Olympische Winterspelen
| Editie | Plaats    | Resultaten                       |
| ------ | --------- | -------------------------------- |
| 1964   | Innsbruck | 10e 15 km 5e estafette           |
| 1968   | Grenoble  | 36e 15 km · 30 km · 6e estafette |
| 1972   | Sapporo   | 40e 15 km                        |

### Wereldkampioenschappen langlaufen
| Jaar | Plaats    | Resultaten                       |
| ---- | --------- | -------------------------------- |
| 1964 | Innsbruck | 10e 15 km 5e estafette           |
| 1966 | Oslo      | 6e 30 km · estafette             |
| 1968 | Grenoble  | 40e 15 km · 30 km · 6e estafette |
| 1972 | Sapporo   | 40e 15 km                        |